# Lijst van gemeenten in het departement Calvados
Hieronder volgt een lijst van de 705 gemeenten (communes) in het Franse departement Calvados (departement 14).

## A
Ablon
- Acqueville
- Agy
- Aignerville
- Airan
- Amayé-sur-Orne
- Amayé-sur-Seulles
- Amblie
- Amfreville
- Anctoville
- Angerville
- Angoville
- Anguerny
- Anisy
- Annebault
- Arganchy
- Argences
- Arromanches-les-Bains
- Asnelles
- Asnières-en-Bessin
- Auberville
- Aubigny (Calvados)
- Audrieu
- Aunay-sur-Odon
- Auquainville
- les Autels-Saint-Bazile
- Authie
- les Authieux-Papion
- les Authieux-sur-Calonne
- Auvillars
- Avenay

## B
Balleroy
- Banneville-la-Campagne
- Banneville-sur-Ajon
- Banville
- Barbery
- Barbeville
- Barneville-la-Bertran
- Baron-sur-Odon
- Barou-en-Auge
- Basly
- Basseneville
- Bavent
- Bayeux
- Bazenville
- la Bazoque
- Beaulieu
- Beaumais
- Beaumesnil
- Beaumont-en-Auge
- Bauquay
- Bellengreville
- Bellou
- Benerville-sur-Mer
- Bénouville
- le Bény-Bocage
- Bény-sur-Mer
- Bernesq
- Bernières-d'Ailly
- Bernières-le-Patry
- Bernières-sur-Mer
- Biéville-Beuville
- Beuvillers
- Beuvron-en-Auge
- la Bigne
- Billy
- Bissières
- Blainville-sur-Orne
- Blangy-le-Château
- Blay
- Blonville-sur-Mer
- le Bô
- Boissey
- la Boissière
- Bonnebosq
- Bonnemaison
- Bonneville-la-Louvet
- Bonneville-sur-Touques
- Bonnœil
- Bons-Tassilly
- Bougy
- Boulon
- Bourgeauville
- Bourguébus
- Branville
- Brémoy
- Bretteville-le-Rabet
- Bretteville-l'Orgueilleuse
- Bretteville-sur-Dives
- Bretteville-sur-Laize
- Bretteville-sur-Odon
- le Breuil-en-Auge
- le Breuil-en-Bessin
- le Brévedent
- la Brévière
- Bréville-les-Monts
- Bricqueville
- Brouay
- Brucourt
- Bucéels
- Burcy
- Bures-les-Monts
- le Bû-sur-Rouvres

## C
Cabourg
- Caen
- Cagny
- Cahagnes
- Cahagnolles
- la Caine
- Cairon
- la Cambe
- Cambes-en-Plaine
- Cambremer
- Campagnolles
- Campandré-Valcongrain
- Campeaux
- Campigny
- Canapville
- Canchy
- Canteloup
- Carcagny
- Cardonville
- Carpiquet
- Cartigny-l'Épinay
- Carville
- Castillon
- Castillon-en-Auge
- Castilly
- Caumont-l'Éventé
- Caumont-sur-Orne
- Cauvicourt
- Cauville
- Cernay
- Cerqueux
- Cesny-aux-Vignes
- Cesny-Bois-Halbout
- Champ-du-Boult
- la Chapelle-Engerbold
- la Chapelle-Haute-Grue
- la Chapelle-Yvon
- Cheffreville-Tonnencourt
- Chênedollé
- Cheux
- Chicheboville
- Chouain
- Cintheaux
- Clarbec
- Clécy
- Cléville
- Clinchamps-sur-Orne
- Colleville-sur-Mer
- Colleville-Montgomery
- Colombelles
- Colombières
- Colombiers-sur-Seulles
- Colomby-sur-Thaon
- Combray
- Commes
- Condé-sur-Ifs
- Condé-sur-Noireau
- Condé-sur-Seulles
- Conteville
- Coquainvilliers
- Cordebugle
- Cordey
- Cormelles-le-Royal
- Cormolain
- Cossesseville
- Cottun
- Coudray-Rabut
- Coulombs
- Coulonces
- Coulvain
- Coupesarte
- Courcy
- Courseulles-sur-Mer
- Courson
- Courtonne-la-Meurdrac
- Courtonne-les-Deux-Églises
- Courvaudon
- Crépon
- Cresserons
- Cresseveuille
- Creully
- Crèvecœur-en-Auge
- Cricquebœuf
- Cricqueville-en-Auge
- Cricqueville-en-Bessin
- Cristot
- Crocy
- Croisilles
- Croissanville
- Crouay
- la Croupte
- Culey-le-Patry
- Cully
- Curcy-sur-Orne
- Cussy
- Cuverville

## D
Damblainville
- Dampierre
- Danestal
- Danvou-la-Ferrière
- Deauville
- Démouville
- le Désert
- le Détroit
- Deux-Jumeaux
- Dives-sur-Mer
- Donnay
- Douville-en-Auge
- Douvres-la-Délivrande
- Dozulé
- Drubec
- Beaufour-Druval
- Ducy-Sainte-Marguerite

## E
Écrammeville
- Ellon
- Émiéville
- Englesqueville-en-Auge
- Englesqueville-la-Percée
- Épaney
- Épinay-sur-Odon
- Épron
- Équemauville
- Eraines
- Ernes
- Escoville
- Espins
- Esquay-Notre-Dame
- Esquay-sur-Seulles
- Esson
- Estrées-la-Campagne
- Estry
- Éterville
- Étouvy
- Étréham
- Évrecy

## F
Falaise
- Familly
- Fauguernon
- Le Faulq
- la Ferrière-Harang
- Fervaques
- Feuguerolles-Bully
- Fierville-Bray
- Fierville-les-Parcs
- Firfol
- Fleury-sur-Orne
- La Folie
- La Folletière-Abenon
- Fontaine-Étoupefour
- Fontaine-Henry
- Fontaine-le-Pin
- Fontenay-le-Marmion
- Fontenay-le-Pesnel
- Fontenermont
- Formentin
- Formigny
- Foulognes
- Fourches
- Fourneaux-le-Val
- Le Fournet
- Fourneville
- Frénouville
- Le Fresne-Camilly
- Fresné-la-Mère
- Fresney-le-Puceux
- Fresney-le-Vieux
- Friardel
- Fumichon

## G
Garcelles-Secqueville
- le Gast
- Gavrus
- Géfosse-Fontenay
- Genneville
- Gerrots
- Giberville
- Glanville
- Glos
- Gonneville-sur-Honfleur
- Gonneville-sur-Mer
- Gonneville-en-Auge
- Goupillières
- Goustranville
- Gouvix
- Grainville-Langannerie
- Grainville-sur-Odon
- Grandcamp-Maisy
- Grandchamp-le-Château
- Grangues
- la Graverie
- Graye-sur-Mer
- Grentheville
- Grimbosq
- Guéron

## H
Hamars
- Hermanville-sur-Mer
- Hermival-les-Vaux
- Hérouville-Saint-Clair
- Hérouvillette
- Heuland
- Heurtevent
- Hiéville
- la Hoguette
- Honfleur
- l'Hôtellerie
- Hotot-en-Auge
- Hottot-les-Bagues
- la Houblonnière
- Houlgate
- Hubert-Folie

## I
Ifs
- Isigny-sur-Mer
- les Isles-Bardel

## J
Janville
- Jort
- Juaye-Mondaye
- Jurques
- Juvigny-sur-Seulles

## L
Laize-la-Ville
- la Lande-sur-Drôme
- Landelles-et-Coupigny
- Landes-sur-Ajon
- Langrune-sur-Mer
- Lantheuil
- Lasson
- Lassy
- Léaupartie
- Lécaude
- Leffard
- Lénault
- Lessard-et-le-Chêne
- Lingèvres
- Lion-sur-Mer
- Lisieux
- Lison
- Lisores
- Litteau
- le Molay-Littry
- Livarot
- Livry
- le Locheur
- les Loges
- les Loges-Saulces
- Longraye
- Longues-sur-Mer
- Longueville
- Longvillers
- Loucelles
- Louvagny
- Louvières
- Louvigny
- Luc-sur-Mer

## M
Magny-en-Bessin
- Magny-la-Campagne
- Magny-le-Freule
- Maisoncelles-la-Jourdan
- Maisoncelles-Pelvey
- Maisoncelles-sur-Ajon
- Maisons
- Maizet
- Maizières
- Malloué
- Maltot
- Mandeville-en-Bessin
- Manerbe
- Manneville-la-Pipard
- le Manoir
- Manvieux
- Le Marais-la-Chapelle
- Marolles
- Martainville
- Martigny-sur-l'Ante
- Martragny
- Mathieu
- May-sur-Orne
- Merville-Franceville-Plage
- Méry-Corbon
- Meslay
- Le Mesnil-au-Grain
- Le Mesnil-Auzouf
- Le Mesnil-Bacley
- Le Mesnil-Benoist
- Le Mesnil-Caussois
- Mesnil-Clinchamps
- Le Mesnil-Durand
- Le Mesnil-Eudes
- Le Mesnil-Germain
- Le Mesnil-Guillaume
- Le Mesnil-Mauger
- Le Mesnil-Patry
- Le Mesnil-Robert
- Le Mesnil-Simon
- Le Mesnil-sur-Blangy
- Le Mesnil-Villement
- Meulles
- Meuvaines
- Mézidon-Canon
- Missy
- Mittois
- Les Monceaux
- Monceaux-en-Bessin
- Mondeville
- Mondrainville
- Monfréville
- Montamy
- Mont-Bertrand
- Montchamp
- Montchauvet
- Monteille
- Montfiquet
- Montigny
- Montreuil-en-Auge
- Monts-en-Bessin
- Montviette
- Morteaux-Coulibœuf
- Mosles
- Mouen
- Moulines
- Moult
- Les Moutiers-en-Auge
- Les Moutiers-en-Cinglais
- Les Moutiers-Hubert
- Moyaux
- Mutrécy

## N
Neuilly-la-Forêt
- Nonant
- Norolles
- Noron-l'Abbaye
- Noron-la-Poterie
- Norrey-en-Auge
- Notre-Dame-de-Courson
- Notre-Dame-de-Livaye
- Notre-Dame-d'Estrées-Corbon
- Noyers-Bocage

## O
Olendon
- Ondefontaine
- Orbec
- Osmanville
- Les Oubeaux
- L'Oudon
- Ouézy
- Ouffières
- Ouilly-du-Houley
- Ouilly-le-Tesson
- Ouilly-le-Vicomte
- Pont-d'Ouilly
- Ouistreham
- Ouville-la-Bien-Tournée

## P
Parfouru-sur-Odon
- Pennedepie
- Percy-en-Auge
- Périers-en-Auge
- Périers-sur-le-Dan
- Périgny
- Perrières
- Pertheville-Ners
- Petiville
- Pierrefitte-en-Auge
- Pierrefitte-en-Cinglais
- Pierrepont
- Pierres
- le Pin
- Placy
- Planquery
- le Plessis-Grimoult
- Plumetot
- la Pommeraye
- Pont-Bellanger
- Pontécoulant
- Pont-Farcy
- Pont-l'Évêque
- Port-en-Bessin-Huppain
- Potigny
- Poussy-la-Campagne
- Préaux-Saint-Sébastien
- Préaux-Bocage
- le Pré-d'Auge
- Presles
- Prêtreville
- Proussy
- Putot-en-Auge
- Putot-en-Bessin

## Q
Biéville-Quétiéville
- Quetteville

## R
Ranchy
- Ranville
- Rapilly
- le Reculey
- Repentigny
- Reux
- Reviers
- la Rivière-Saint-Sauveur
- Rocquancourt
- la Rocque
- Rocques
- la Roque-Baignard
- Rosel
- Rots
- Roucamps
- Roullours
- Rouvres
- Rubercy
- Rucqueville
- Rully
- Rumesnil
- Russy
- Ryes

## S
Saint-Agnan-le-Malherbe
- Saint-Aignan-de-Cramesnil
- Saint-André-d'Hébertot
- Saint-André-sur-Orne
- Saint-Arnoult
- Saint-Aubin-d'Arquenay
- Saint-Aubin-des-Bois
- Saint-Aubin-sur-Mer
- Saint-Benoît-d'Hébertot
- Saint-Charles-de-Percy
- Saint-Côme-de-Fresné
- Saint-Contest
- Sainte-Croix-Grand-Tonne
- Sainte-Croix-sur-Mer
- Saint-Cyr-du-Ronceray
- Saint-Denis-de-Mailloc
- Saint-Denis-de-Méré
- Saint-Denis-Maisoncelles
- Saint-Désir
- Saint-Étienne-la-Thillaye
- Sainte-Foy-de-Montgommery
- Saint-Gabriel-Brécy
- Saint-Gatien-des-Bois
- Saint-Georges-d'Aunay
- Saint-Georges-en-Auge
- Saint-Germain-d'Ectot
- Saint-Germain-de-Livet
- Saint-Germain-de-Montgommery
- Saint-Germain-de-Tallevende-la-Lande-Vaumont
- Saint-Germain-du-Crioult
- Saint-Germain-du-Pert
- Saint-Germain-la-Blanche-Herbe
- Saint-Germain-Langot
- Saint-Germain-le-Vasson
- Sainte-Honorine-de-Ducy
- Sainte-Honorine-des-Pertes
- Sainte-Honorine-du-Fay
- Saint-Hymer
- Saint-Jean-de-Livet
- Saint-Jean-des-Essartiers
- Saint-Jean-le-Blanc
- Saint-Jouin
- Saint-Julien-de-Mailloc
- Saint-Julien-le-Faucon
- Saint-Julien-sur-Calonne
- Saint-Lambert
- Saint-Laurent-de-Condel
- Saint-Laurent-du-Mont
- Saint-Laurent-sur-Mer
- Saint-Léger-Dubosq
- Saint-Louet-sur-Seulles
- Saint-Loup-de-Fribois
- Saint-Loup-Hors
- Saint-Manvieu-Norrey
- Saint-Manvieu-Bocage
- Saint-Marcouf
- Sainte-Marguerite-d'Elle
- Sainte-Marguerite-des-Loges
- Sainte-Marguerite-de-Viette
- Sainte-Marie-Laumont
- Sainte-Marie-Outre-l'Eau
- Saint-Martin-aux-Chartrains
- Saint-Martin-de-Bienfaite-la-Cressonnière
- Saint-Martin-de-Blagny
- Saint-Martin-de-Fontenay
- Saint-Martin-de-la-Lieue
- Saint-Martin-de-Mailloc
- Saint-Martin-de-Mieux
- Saint-Martin-de-Sallen
- Saint-Martin-des-Besaces
- Saint-Martin-des-Entrées
- Saint-Martin-Don
- Saint-Martin-du-Mesnil-Oury
- Saint-Michel-de-Livet
- Saint-Omer
- Saint-Ouen-des-Besaces
- Saint-Ouen-du-Mesnil-Oger
- Saint-Ouen-le-Houx
- Saint-Ouen-le-Pin
- Saint-Pair
- Saint-Paul-du-Vernay
- Saint-Philbert-des-Champs
- Saint-Pierre-Azif
- Saint-Pierre-Canivet
- Saint-Pierre-de-Mailloc
- Saint-Pierre-des-Ifs
- Saint-Pierre-du-Bû
- Saint-Pierre-du-Fresne
- Saint-Pierre-du-Jonquet
- Saint-Pierre-du-Mont
- Saint-Pierre-la-Vieille
- Saint-Pierre-sur-Dives
- Saint-Pierre-Tarentaine
- Saint-Rémy
- Saint-Samson
- Saint-Sever-Calvados
- Saint-Sylvain
- Saint-Vaast-en-Auge
- Saint-Vaast-sur-Seulles
- Saint-Vigor-des-Mézerets
- Saint-Vigor-le-Grand
- Sallen
- Sallenelles
- Sannerville
- Saon
- Saonnet
- Sassy
- Secqueville-en-Bessin
- Sept-Frères
- Sept-Vents
- Soignolles
- Soliers
- Sommervieu
- Soulangy
- Soumont-Saint-Quentin
- Subles
- Sully
- Surrain
- Surville

## T
Tessel
- Thaon
- le Theil-Bocage
- le Theil-en-Auge
- Thiéville
- Thury-Harcourt
- Tierceville
- Tilly-la-Campagne
- Tilly-sur-Seulles
- Tordouet
- le Torquesne
- Torteval-Quesnay
- Tortisambert
- Touffréville
- Touques
- Tour-en-Bessin
- Tourgéville
- Tournay-sur-Odon
- Tournebu
- le Tourneur
- Tournières
- Tourville-en-Auge
- Tourville-sur-Odon
- Tracy-Bocage
- Tracy-sur-Mer
- Tréprel
- Trévières
- Troarn
- Trois-Monts
- le Tronquay
- Trouville-sur-Mer
- Trungy
- Truttemer-le-Grand
- Truttemer-le-Petit

## U
Urville
- Ussy

## V
Vacognes-Neuilly
- la Vacquerie
- Valsemé
- Varaville
- Vassy
- Vaubadon
- Vaucelles
- Vaudeloges
- Vaudry
- Vauville
- Vaux-sur-Aure
- Vaux-sur-Seulles
- Vendes
- Vendeuvre
- Versainville
- Verson
- Ver-sur-Mer
- la Vespière
- le Vey
- Vicques
- Victot-Pontfol
- Vienne-en-Bessin
- Vierville-sur-Mer
- Viessoix
- Vieux
- Vieux-Bourg
- Vieux-Fumé
- Vieux-Pont-en-Auge
- Vignats
- Villers-Bocage
- Villers-Canivet
- Villers-sur-Mer
- Villerville
- la Villette
- Villiers-le-Sec
- Villons-les-Buissons
- Villy-lez-Falaise
- Villy-Bocage
- Vimont
- Vire
- Vouilly